# Chris Brown (lekkoatleta)
Chris Brown (ur. 15 sierpnia 1978) – bahamski lekkoatleta, sprinter.
Pięciokrotnie reprezentował swój kraj na igrzyskach olimpijskich (2000-2016), w trakcie tych występów między innymi zdobył złoty medal igrzysk w Londynie. Czterokrotny medalista mistrzostw świata w sztafecie 4 x 400 m, dwukrotny medalista halowych mistrzostw świata i mistrz igrzysk panamerykańskich w biegu na 400 m.

## Sukcesy
| Rok  | Zawody                     | Miasto         | Miejsce    | Konkurencja | Czas         |
| ---- | -------------------------- | -------------- | ---------- | ----------- | ------------ |
| 2000 | Mistrzostwa NACAC U-25     | Monterrey      |            | 400 m       | 46,02 s      |
| 2001 | Mistrzostwa świata         | Edmonton       |            | 4 x 400 m   | 2:58,19 min. |
| 2003 | Mistrzostwa świata         | Paryż          |            | 4 x 400 m   | 3:00,53 min. |
| 2005 | Mistrzostwa świata         | Helsinki       |            | 4 x 400 m   | 2:57,32 min. |
| 2005 | Światowy Finał IAAF        | Monako         |            | 400 m       | 44,68 s      |
| 2006 | Halowe mistrzostwa świata  | Moskwa         |            | 400 m       | 45,78 s      |
| 2006 | Puchar świata              | Ateny          |            | 4 x 400 m   | 3:00,14 min. |
| 2007 | Mistrzostwa świata         | Osaka          |            | 4 x 400 m   | 2:59,18 min. |
| 2007 | Igrzyska Panamerykańskie   | Rio de Janeiro |            | 400 m       | 44,85 s      |
| 2007 | Igrzyska Panamerykańskie   | Rio de Janeiro |            | 4 x 400 m   | 3:01,94 min. |
| 2008 | Halowe mistrzostwa świata  | Walencja       |            | 400 m       | 46,26 s      |
| 2008 | Igrzyska olimpijskie       | Pekin          | 4. miejsce | 400 m       | 44,84 s      |
| 2008 | Igrzyska olimpijskie       | Pekin          |            | 4 x 400 m   | 2:58,03 min. |
| 2008 | Światowy Finał IAAF        | Stuttgart      |            | 400 m       | 45,36 s      |
| 2009 | Mistrzostwa świata         | Berlin         | 5. miejsce | 400 m       | 45,47 s      |
| 2009 | Światowy Finał IAAF        | Saloniki       |            | 400 m       | 45,49 s      |
| 2010 | Halowe mistrzostwa świata  | Doha           |            | 400 m       | 45,96 s      |
| 2012 | Igrzyska olimpijskie       | Londyn         | 4. miejsce | 400 m       | 44,79 s      |
| 2012 | Igrzyska olimpijskie       | Londyn         |            | 4 × 400 m   | 2:56,72 min. |
| 2014 | Halowe mistrzostwa świata  | Sopot          |            | 400 m       | 45,58 s      |
| 2014 | IAAF World Relays          | Nassau         |            | 4 × 400 m   | 2:57,59 min. |
| 2014 | Igrzyska Wspólnoty Narodów | Glasgow        |            | 4 × 400 m   | 3:00,51 min. |
| 2015 | IAAF World Relays          | Nassau         |            | 4 × 400 m   | 2:58,91 min. |
| 2016 | Halowe mistrzostwa świata  | Portland       |            | 4 × 400 m   | 3:04,75 sek. |
| 2016 | Igrzyska olimpijskie       | Rio de Janeiro |            | 4 × 400 m   | 2:58,49 min. |

## Rekordy życiowe
- bieg na 200 metrów - 20,58 (2015)
- bieg na 300 metrów - 31,99 (2015) rekord Bahamów
- bieg na 400 metrów - 44,40 (2008) do 2015 rekord Bahamów
- bieg na 800 metrów - 1:49,54 (1998) rekord Bahamów
- bieg na 400 metrów (hala) – 45,58 (2014)

Brown jest rekordzistą kraju w sztafecie 4 x 400 metrów na stadionie (2:56,72 2012) i w hali (3:08,76 2004), oraz byłym halowym rekordzistą kraju na 400 metrów.